# Щербины (Житомирская область)
Щербины (укр. Щербини) — село на Украине, основано в 1619 году, находится в Черняховском районе Житомирской области.
Код КОАТУУ — 1825681203. Население по переписи 2001 года составляет 177 человек. Почтовый индекс — 12334. Телефонный код — 4134. Занимает площадь 0,642 км².

## Адрес местного совета
12334, Житомирская область, Черняховский р-н, с.Вильск, ул.Ленина, 37